# U-99号潜艇 (1917年)
陛下之99号潜艇是德意志帝国海军建造的一艘中型潜艇或称U艇。它由不来梅的威悉船厂承建，于1917年1月27日下水，至同年3月28日交付使用。U-99号是在第一次世界大战期间服役的329艘德国潜艇之一，曾参加过大西洋潜艇战。在其仅有的一次巡逻中，未能取得任何战功。1917年7月7日，U-99号在北海失踪，尽管英国皇家海军潜艇J2号宣称对此负责，但其最终归因仍无法确定。

## 设计
第一次世界大战爆发后，为了满足潜艇破交战的作战需求，德意志帝国海军潜艇局（U-Boot-Inspektion）在U-43号（战时动员型）的基础上，研发出了一种技术上更为成熟的中型双壳体远洋潜艇。其排水量适中、性能均衡，非常适合北海和英国周边海域的作战环境。海军为此共计批出34艘订单，战术编号使用U-81至U-114号。实战证明，这一系列的潜艇具有出色的航海能力和稳定的耐用性，它们的许多布置也对后世IX級潛艇和国外一些潜艇的设计产生了影响。
U-99号是该系列第二批次的七号艇，也是由不来梅威悉船厂承建（U-99至U-104号）的首艇。从这一批次开始，设计部门对艇体线形进行了优化，步行甲板扶手被取消，侧面舷墙降低高度后与艇体外壳融为一体，有效改善了潜艇的机动性能。但与基尔日耳曼尼亚船厂承建的同一批次产品（U-93至U-98号）相比，其艇体尺寸、排水量、航速和鱼雷装备等方面均显著下降，惟续航里程略为提高。U-99号的水上和水下排水量分别为750吨和952吨。其全长67.60米；舷宽6.32米，当中的耐压壳体宽为4.05米；有3.65米的吃水深度。艇只搭载有可在水上使用的两台猛狮六缸四冲程柴油发动机，总功率为2,400匹公制馬力（1,765千瓦特）；以及可在水下使用的西门子-舒克特双电动发电机，总功率为1,200匹公制馬力（883千瓦特）。这些发动机用以驱动双轴、每根轴各一个的直径1.65米长螺旋桨。它的潜航深度为50米。
U-99号在水上的最高速度达16.5節（30.6每小時），在水下的最高航速则为8.8節（16.3每小時）。它可以8節（15每小時）的速度在水上巡航10,100海里（18,700），或以5節（9.3每小時）的速度在水下巡航45海里（83）。该艇装备了四具直径为500毫米的鱼雷发射管，其中艏、艉各两具，并可合共携带至多12枚鱼雷；作为辅助武器的甲板炮则是一门88毫米30倍径速射炮和一门105毫米45倍径速射炮。其标准船员编制为4名军官及32名水兵。

## 历史
U-99号是由德意志帝国海军作为F项战时订单（Kriegsauftrag F）的一部分，于1915年9月15日向不来梅的威悉船厂订购，建造编号为250。艇体自1915年11月30日开建，1917年1月27日下水，至同年3月28日在首任暨唯一一任艇长、海军上尉马克斯·埃尔特斯特的指挥下正式交付使用。完成海试后，U-99号自1917年6月上旬起被编入分驻黑尔戈兰和威廉港的第二潜艇区舰队服役，并一直隶属于该部队直至失事。
第一次世界大战期间，U-99号曾在北海北部执行过一次巡逻。这次行动期间，该艇于1917年7月6日在距离彭特兰海峡约70海里（130）的挪威与设得兰群岛之间海面上击沉了排水量为541吨的英国皇家海军驱逐舰伊钦号。但也有来源将伊钦号的沉没归因于另一艘德国潜艇UC-44号，因此U-99号可能并未取得任何战功。
在德国和英国的资料来源中，关于U-99号结局的报道同样相互矛盾。人们普遍认为，英国潜艇J2号的袭击是造成失事的主要原因。据此，U-99号应是在1917年7月7日早晨，即伊钦号沉没的第二天被J2号发现。英国人在3,000至4,000（9,800至13,100英尺）的距离内留意到了这艘德国U艇，并向其发射四枚鱼雷。至少有一枚鱼雷击中了U-99号，使之于数分钟内便在大约58°0′N 3°5′E / 58.000°N 3.083°E的方位沉没，艇内官兵无一生还。然而，这次袭击已超出了英国鱼雷的射程范围，因此不太可能会对U-99号造成影响。其最终结局仍然无法确定。

## 脚注
1. 1 2  Helgason, Guðmundur. . German and Austrian U-boats of World War I - Kaiserliche Marine - Uboat.net.   [2021-12-03].
2. ↑  Gröner 1991，第12-14頁.
3. 1 2  Helgason, Guðmundur. . German and Austrian U-boats of World War I - Kaiserliche Marine - Uboat.net.   [2015-03-16].
4. 1 2  陈进，第71頁.
5. ↑  Herzog，第50頁.
6. ↑  Helgason, Guðmundur. . German and Austrian U-boats of World War I - Kaiserliche Marine - Uboat.net.   [2021-11-29].
7. ↑  Herzog，第48頁.
8. 1 2  Gröner 1991，第12–14頁.
9. ↑  Herzog，第136頁.
10. ↑  Herzog，第123頁.
11. ↑  Herzog，第120頁.
12. 1 2  Kemp，第30頁.
13. ↑  Helgason, Guðmundur. . German and Austrian U-boats of World War I - Kaiserliche Marine - Uboat.net.   [2021-12-03].
14. ↑  Messimer，第112頁.
15. ↑  Herzog，第91頁.